# Temple Church
Temple Church är en rundkyrka i området Temple i centrala London, byggd av Tempelherreorden som deras högkvarter i London. Kyrkan är ett Royal Peculiar och lyder därmed direkt under Kungen av England. 

## Kyrkobyggnaden
Kyrkan uppfördes på 1100-talet av Tempelherreorden och invigdes 1185. Ursprungliga koret var litet men byggdes kraftigt ut på 1200-talet när kung Henrik III uttryckte önskan att bli begravd där. Han ändrade sig innan sin död  , men kyrkan är begravningsplats för bland annat William Marshal, 1:e earl av Pembroke , Geoffrey de Mandeville, 1:e earl av Essex, Biskop Sylvester av Carlisle , samt Dr Richard Mead (1673–1754).

## Galleri

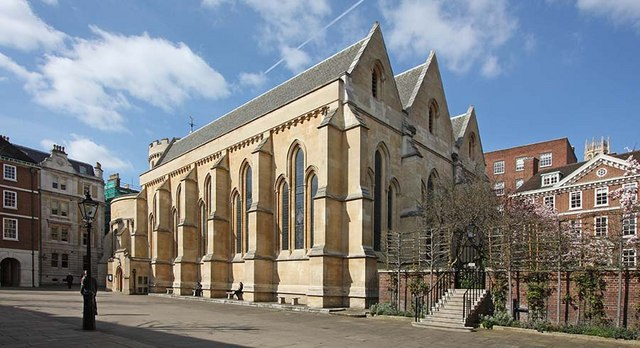
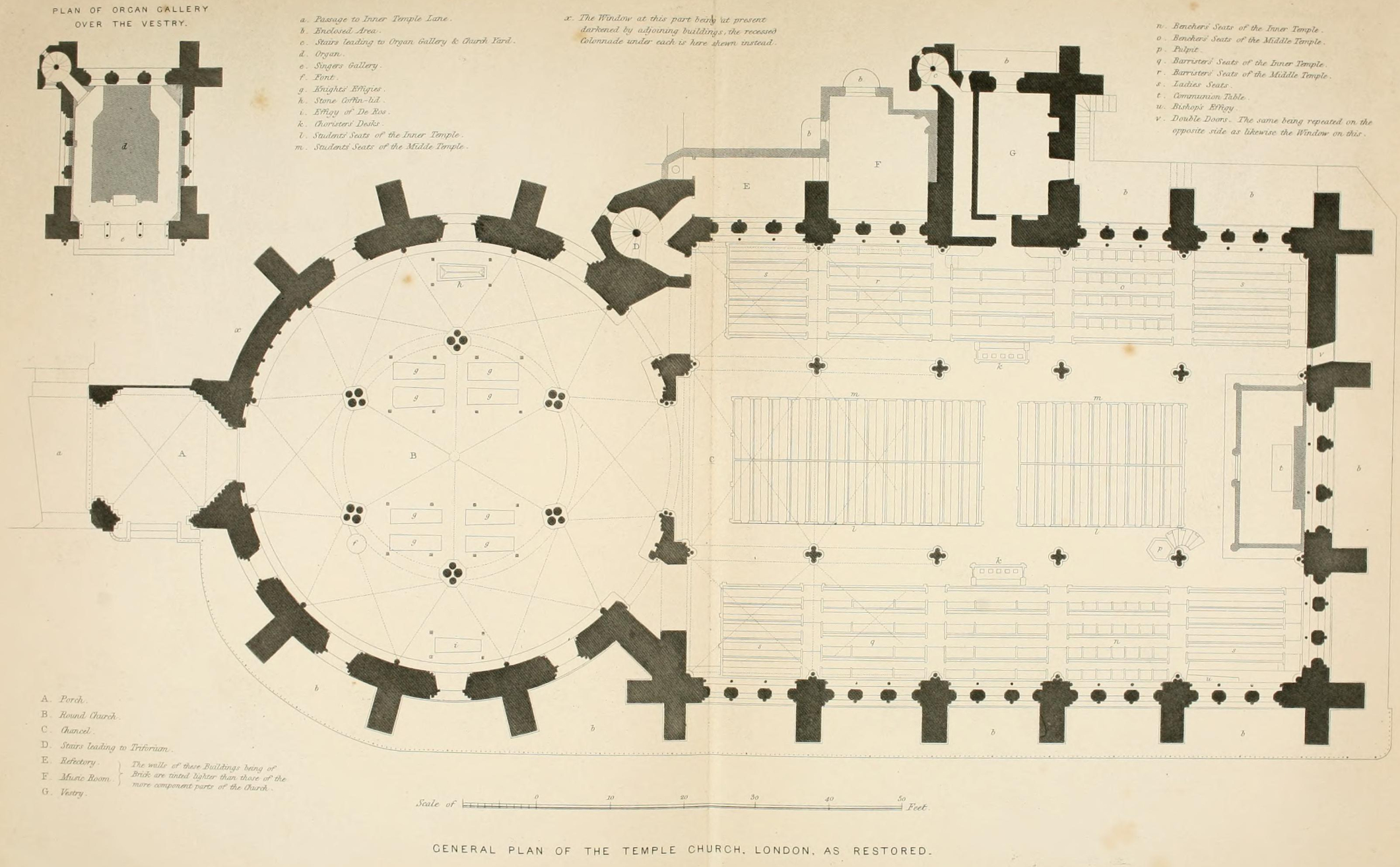
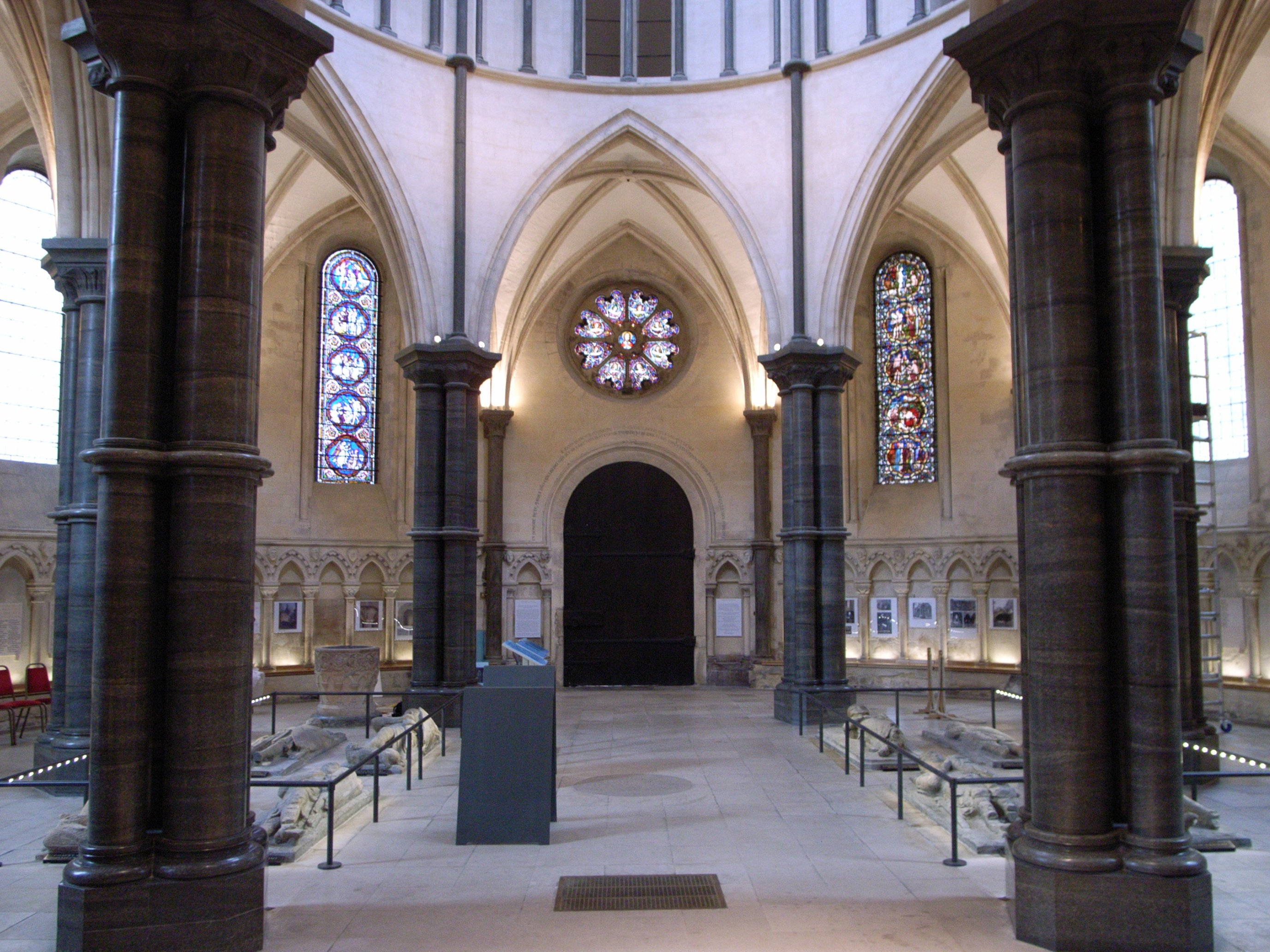
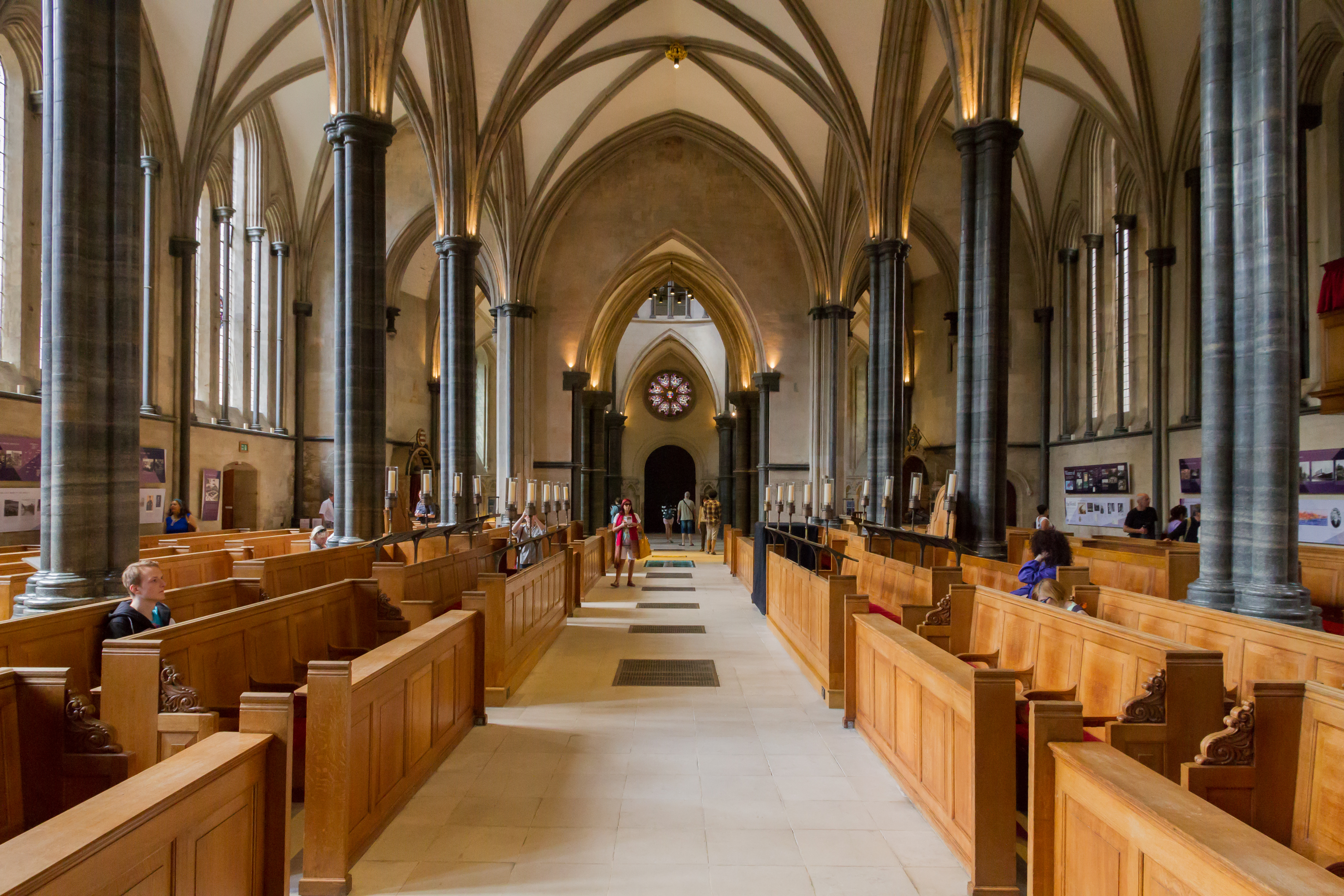
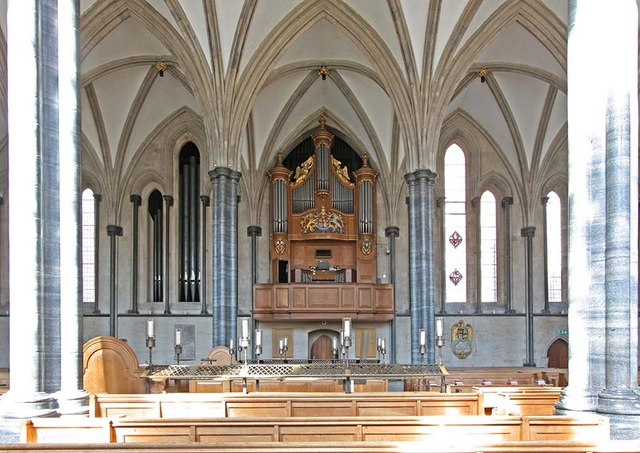
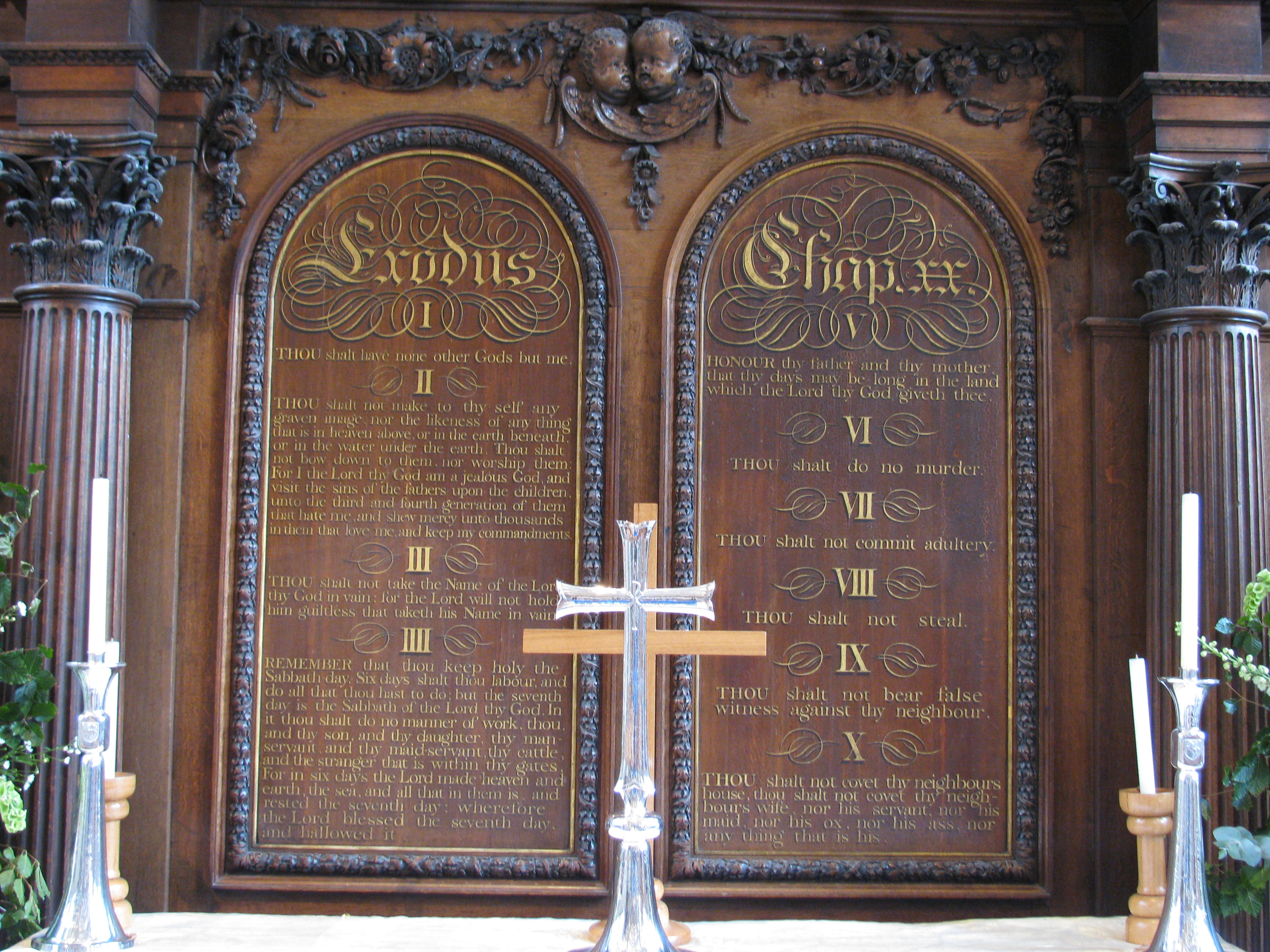
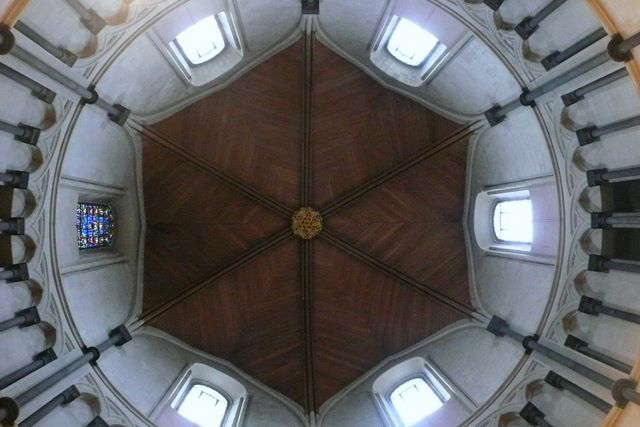
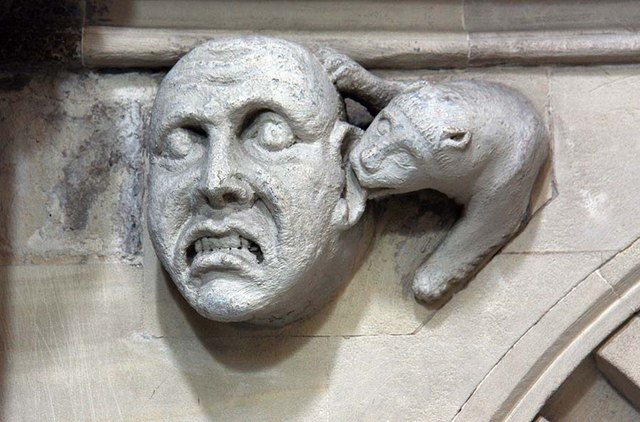
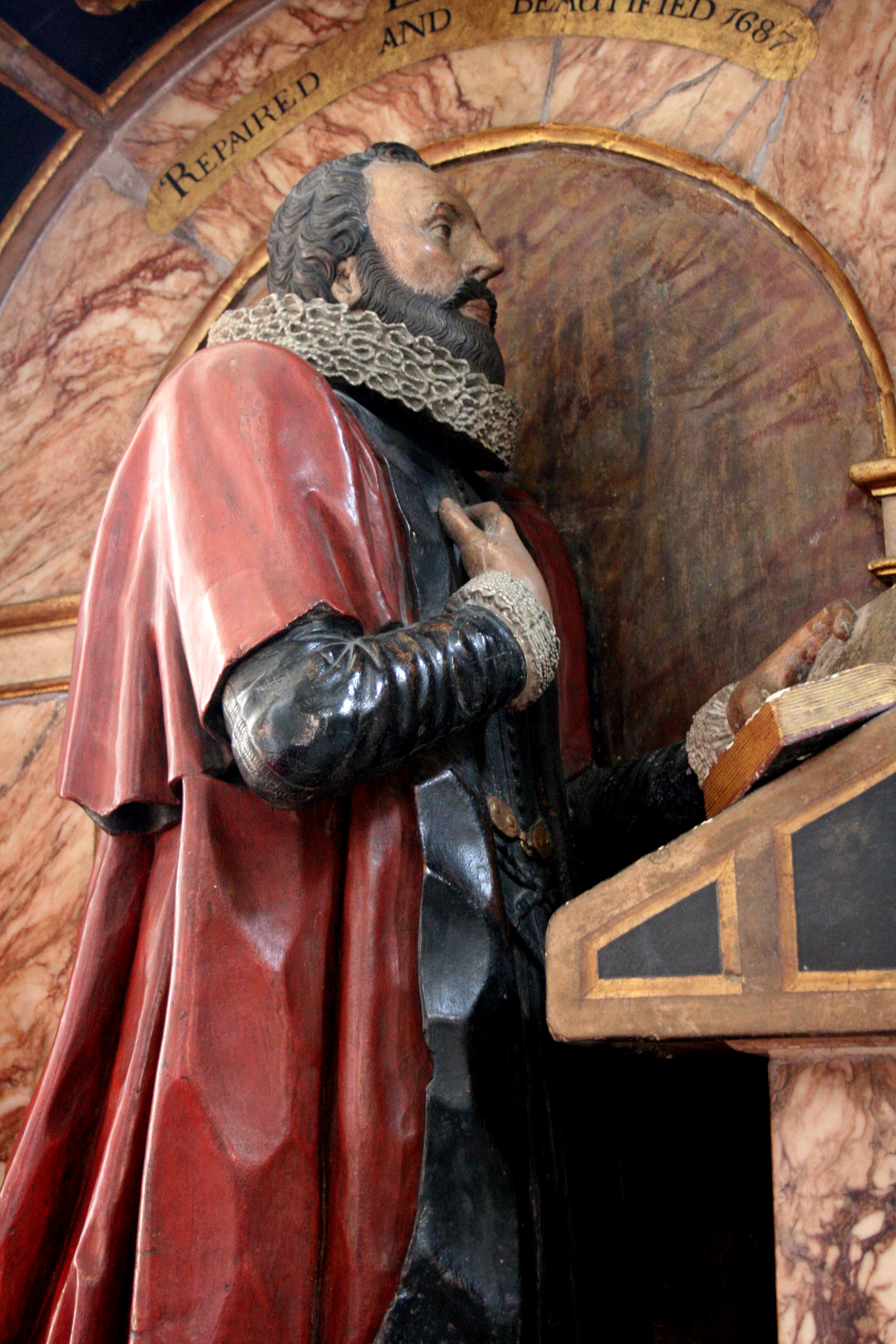
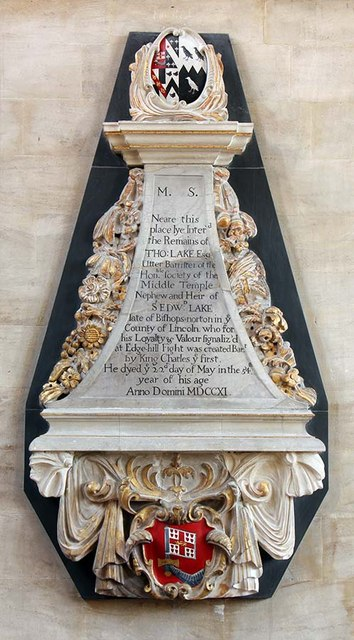
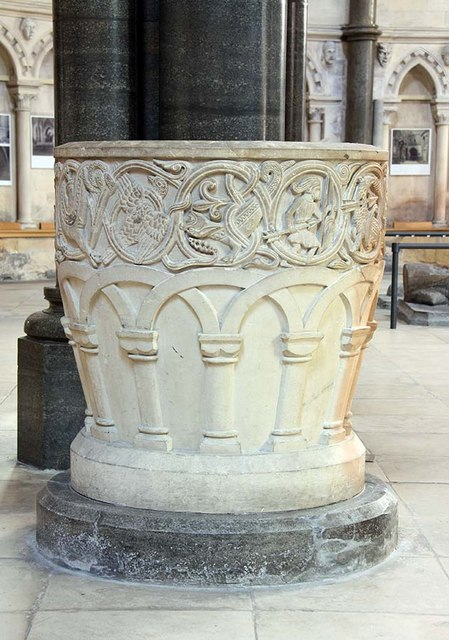
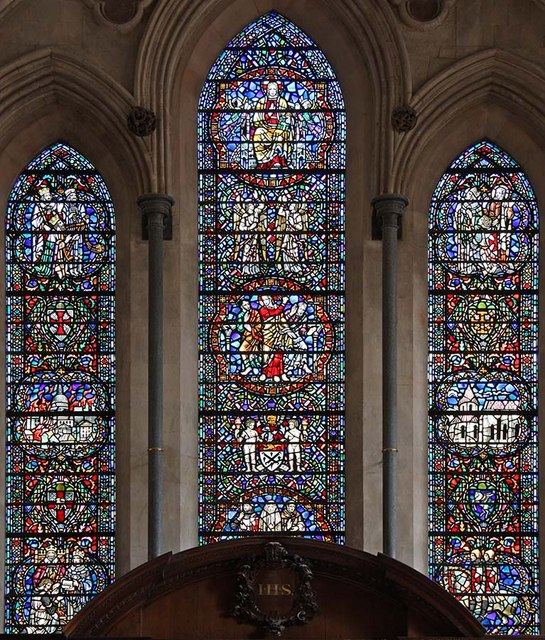

## Övrigt
Kyrkan omnämns i bland annat Dan Browns roman Da Vinci-koden.